# 젤코 라주나토비치

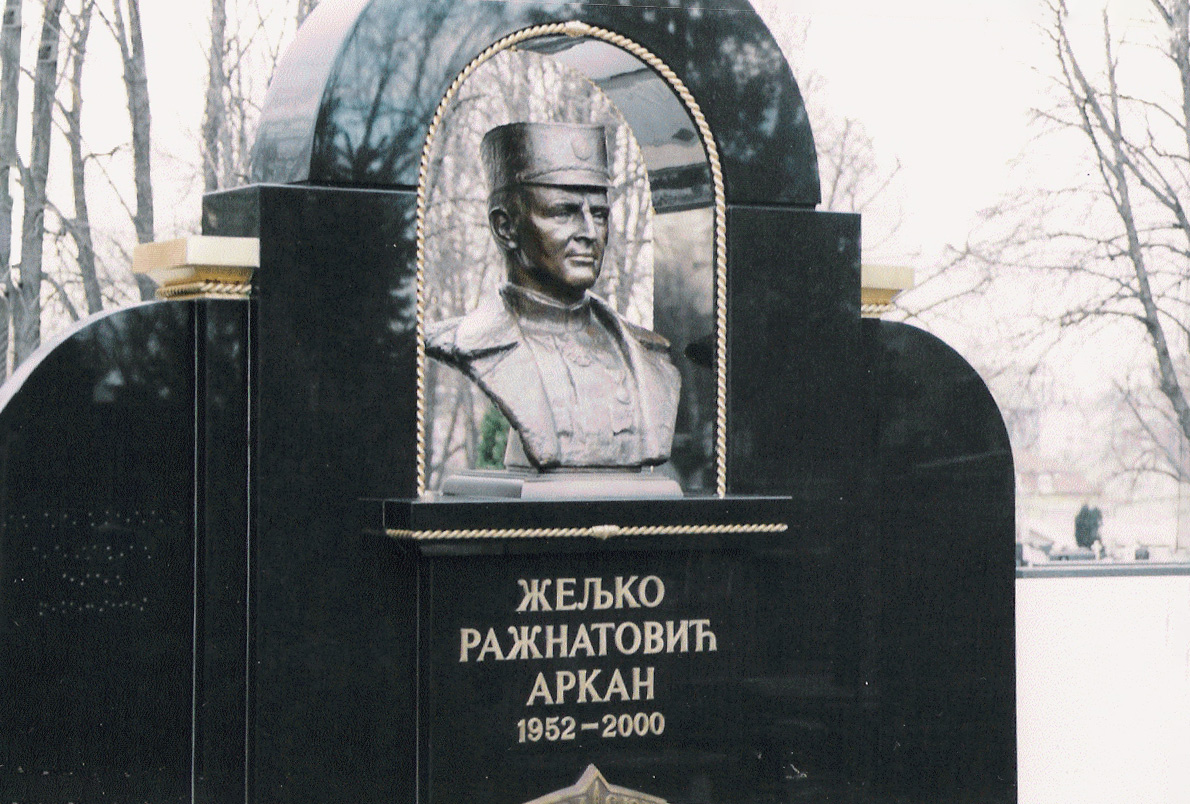
세르비아 베오그라드에 위치한 젤코 라주나토비치의 묘비

젤코 라주나토비치(세르비아어: Жељко Ражнатовић / Željko Ražnatović, 1952년 4월 17일 ~ 2000년 1월 15일)는 아르칸(세르비아어: Аркан / Arkan)이라는 별명으로 알려진 세르비아의 조직 폭력배, 정치인, 스포츠 관리인, 준군사조직 지휘관, 유고슬라비아 전쟁 시기의 세르비아 의용방위군의 우두머리이다.
2000년 1월에 베오그라드에서 암살되기 전까지 라즈나토비치는 발칸에서 가장 강력한 조직범죄 인물이었다.